# 의매생활
의매생활(義妹生活, 기마이 세이카츠, Days with My Stepsister)은 고스트 미카와가 만든 일본의 믹스트 미디어 프로젝트이다. 2020년 4월 유튜브 채널을 개설한 것을 시작으로 2020년 5월 1일 첫 영상이 업로드됐다. 라이트노벨 시리즈는 고스트 미카와가 글을 쓰고 하이텐이 그림을 그린다. 이 시리즈는 2021년 1월 미디어팩토리에서 MF문고 J 임프린트로 출판되기 시작했다. 카나데 유미카의 만화 각색은 2021년 7월 가도카와 쇼텐의 Shōnen Ace Plus에서 온라인 연재를 시작했다. 스튜디오 딘이 제작한 애니메이션 TV 시리즈 각색은 2024년 7월 4일부터 AT-X 등에서 방영하고 있다.

## 줄거리
아사무라 유타는 아버지의 재혼으로 인해 동급 최고의 미인인 이복누나 아야세 사키를 만나 동거하게 된다. 부모님을 통해 남녀관계의 중요한 가치를 배운 유타와 사키는 가족 사이에 불화를 일으키지 않기 위해 서로 너무 가깝지도, 너무 대립하지도 않는 적당한 거리를 유지하기로 약속한다. 가족의 애정을 갈망하며 가족을 위해 고독하게 일해온 사키는 타인에게 의지할 줄 모르고, 유타는 사키를 형으로서 어떻게 제대로 연결해야 할지 당황한다. 어느 정도 비슷한 느낌을 받은 두 사람은 점차 동거 생활에 편안함을 느낀다.